# Злагна (Сібіу)
Злагна (рум. Zlagna) — село у повіті Сібіу в Румунії. Входить до складу комуни Биргіш.
Село розташоване на відстані 218 км на північний захід від Бухареста, 37 км на північний схід від Сібіу, 106 км на південний схід від Клуж-Напоки, 97 км на північний захід від Брашова.

## Населення
За даними перепису населення 2002 року у селі проживали 183 особи. Рідною мовою 178 осіб (97,3%) назвали румунську.
Національний склад населення села:
| Національність | Кількість осіб | Відсоток |
| -------------- | -------------- | -------- |
| румуни         | 166            | 90,7%    |
| цигани         | 11             | 6,0%     |